# Hanafi Abou Taleb
Hanafi Mahmoud Abou Taleb (in arabo حنفي محمود أبو طالب‎?; 15 agosto 1937) è un ex cestista egiziano.

## Carriera
Con l'Egitto ha disputato i Campionati mondiali del 1959.